# 平塚奈菜
平塚 奈菜（ひらつか なな、1985年3月25日 - ）は、日本のタレント、グラビアアイドル。東京都出身。現在、フリーランスで活動中。

## 来歴
短大を経て四年制大学に編入学し卒業。短大、大学ではいずれも芸術学部だった。
2006年4月から2008年3月まで『王様のブランチ』（TBS）のリポーターを務めた。
芸能人女子フットサルチーム「XANADU loves NHC」に所属していたが、2008年5月6日をもって退団。これで2004年の結成時のメンバーが全てザナから姿を消した。
ホリプロからK-point、アーティストボックス、ウォークを経て、2021年8月1日に今後はフリーランスで活動することを自身のTwitter（現・X）・ブログで報告した

## 人物
- 趣味：読書（ミステリー小説・マンガ）[1]。
- 特技：軟体、器械体操（コーチ経験あり）[1]。
- 動物好きを公表しており、犬の「姫」、猫の「殿」と「若」と「雛」、亀の「綾小路亀之助」を飼っている。

## 出演

### 番組
- 王様のブランチ（2006年4月 - 2008年3月、TBS）-リポーター
- 激あま〜い（2006年4月 - 5月、TBS系） - ワゴンガールとして出演
- No Make Talk すっぴん（2006年8月、テレビ朝日）
- ぐるぐるグアム　ぐるっとグアム島ドライブツアー〜北ルート編〜（2007年グアムにて放送）
- 細木数子のこれがホントの話しよ！春の六星占術祭り（2007年4月、テレビ朝日）
- アドレな!ガレッジ（2007年6月5日、テレビ朝日）
- メデューサの瞳（2007年8月15日、テレビ東京）
- ドスペ2「体育の時間女だらけスペシャル」（2007年10月20日、テレビ朝日）
- 浜ちゃんと!（2007年10月31日・12月5日・12日・19日、読売テレビ）
- 全力坂（2007年12月、テレビ朝日）
- 馬の子TIM（2008年4月 - 、グリーンチャンネル）- レギュラーアシスタントMC
- アリケン（2008年6月26日、テレビ東京）
- えみりの美女☆ラボ（2008年6月 - 、MONDTV）
- 女優力（2010年1月9日 - 2010年3月27日、日本テレビ）- 女優研究生として出演
- インディゴの夜（2010年2月、東海テレビ・CX系列）
- アイドル恋たま（2010年3月、CS371）
- THEポッシボーあっきゃんの部屋（2010年3月、CS371）
- 美の巨人たち（2010年5月8日、テレビ東京）
- Hometownおっさ！（2010年6月 - 2011年3月、J:COM）- レギュラーMC
- お願い！ランキング「ベストカップUSA」（2010年6月、テレビ朝日）
- ピグ☆1ピグスタ学園 （2010年7月 - 10月、つくばTV）- レギュラーMC
- ビキスポ（2010年7月、MONDO21）
- STARKaraoke タッチミーアイドル グラカラ（2010年7月、CS）
- さくら心中（2011年1月 - 、東海テレビ・CX系列）
- アイドル動鑑（2011年3月6日、BSフジ）
- ちばコレ！（2011年4月 - 10月、J:COM）- レギュラーMC
- さま〜ずのヤリタ⭐︎ガ〜リ〜（2011年9月、TBS）
- ニコニコ生放送　マイケルジャクソン特集（2011年12月）
- ゴッドタン〜The God Tongue 神の舌〜（テレビ東京）
  - 「マジ嫌い1/5」（2012年1月7日・2015年3月）
  - 「コンビ愛確かめ選手権」（2014年5月）
  - 「マジ嫌い1/5」スピードワゴン小沢（2014年10月）
- ちょい甘！はちみつ学園（2012年8月、楽天ショウタイム）
- アウトドアライフ北海道（2012年9月、北海道文化放送）
- ゲーマーズTV夜遊び三姉妹「ふるぼっこ堂」（2013年2月、日本テレビ）
- かずさのこんだてⅡ（2013年4月 - 2016年9月、J:COM）- レギュラーMC
- パチパチ高尾女学園（2013年8月）
- パチンコパチスロエンタメ情報パチFUN！（2014年4月 - 、テレビ埼玉・三重テレビ）
- 「インスタントジョンソンのかわいこちゃ～んNEO!!」（2014年5月、アメスタ）
- 週末Doする生テレビ（2014年9月、JCN・J:COM共同制作）
- 東京オーディション（仮）（2015年8月、TOKYO MX1）
- EXスーパーアイドルQueen（2015年10月、スカパー）
- カイモノラボ（2016年2月 - 、TBS）- リポーター
- 三十路グラドルのぶっちゃけトークライブ　大人ののぞき部屋Vol.3（2016年2月、スカパー！663ch）
- わっしょい！木更津（2016年 - 、J:COM）- レギュラーMC
- 木更津港祭り特番（2016年8月、J:COM）
- グッドモーニング・コール　スピンオフ（2016年）
- 鳳神ヤツルギ6（2016年10月1日 - 12月24日、千葉テレビ放送） - デイビー 役
- アクアラインマラソン2016特番（2016年11年、J:COM）
- 底々グラドルの上々上等 ～崖っぷち脱出大作戦～（2017年12月、エンタメ〜テレ）
- ムズムズ！！トゥナイト（2018年3月 - 2019年3月、NST）- レギュラーMC
- 笑福亭鶴光の オールナイトニッポン.TV@J:COM（2018年3月、J:COM）
- 有田哲平の夢なら醒めないで（2018年11月、TBS）
- 中居くん決めて！（2019年5月、TBS）-ゲスト出演後、決めたガールとしてレギュラー出演
- わっしょい!木更津 改（2019年5月 - 、J:COM）- レギュラーMC
- 僕はまだ君を愛さないことができる（2019年5月、FNN）
- おはようロバート（2019年7月、abemaTV）
- 水曜日のダウンタウン（2019年8月、TBS）- 汚部屋アイドルヤリにいき放題説
- 惑星スミスでネイキッドランチを（2021年6月、サンテレビ）アゲハ女王役

### 映画
- 『犬とあなたの物語 いぬのえいが』（2011年）
- 『マタギ・ウォー・Z』牧場ひかる役（2013年）
- 『ダウンロードするな!!禁断呪いのアプリ』（2013年）
- 『ナニワ銭道』（2014年）
- 『土竜の唄 香港狂騒曲』（2016年）

### ミュージックビデオ
- 2013年サンボマスター「孤独とランデブー」
- 2018年DEADLIFT LOLITA「ひらり〜任侠伝〜」

### CM
- ニンテンドーDS「ピクトイメージDS」（2007年）
- 「AXE JAPAN」facebookイメージモデル（2012年）
- 「空と大地のクロスノア」ウェブCM（2016年）
- 「HADO CART」YouTube動画（2019年）
- 村田製作所 「あった！あった！ムラタの未来を育てる力」（2021年）
- HOYAビジョンケアカンパニー「KUMORI291」（2021年）

### 舞台
- フットサルフェスタ「ピヴォ☆ガール」（2005年12月）
- ～projectDREAMER公演2009vol.2～「世間話2009」（2009年11月）
- 「ブレイクスルー JAPAN 2010」舞台「秘蜜。」（2010年8月13日 - 15日、SPACE107)
- エアースタジオ「十二人の怒れる人々」（2011年2月2日 - 6日、アクアスタジオ）
- 劇団スカンクシアター「秘蜜。3」（2011年8月24日 - 29日、Geki地下Liberty）
- ネルケプランニング「世界の終わりと始まりと」（2011年10月20日 - 30日、シアターサンモール）
- 劇団スカンクシアター「全部ウソ。～だって、ダマされる方がワルいんでしょ～」（2012年1月）
- タタカッテシネ旗揚げ公演「DEAD or りばいあさん」（2015年9月）
- ネルケプランニング「熱いぞ!猫ヶ谷!!」（2016年3月）
- タタカッテシネ第三回公演「IDO〜みんなみんなタタカッテるんだトモダチなんだ」（2016年8月）
- 「月喰マスカレイド〜prism waltz〜」（2016年12月）
- タタカッテシネ第四回公演「ボンゴレ・ビアンコ」（2017年1月）
- 劇団丸組旗揚げ公演「山猫」（2017年12月）
- 劇団丸組第二回公演「山猫 第二章〜情炎賛歌〜」（2018年3月）
- タタカッテシネ&トキヲイキル合同公演「瀬戸内少女ラジオ局」ゲスト出演（2018年7月）
- 劇団丸組第三回公演「山猫 最終章」（2019年2月）
- 劇団丸組第四回公演「Wind Peoples」（2019年7月）
- 「学園探偵薔薇戦士〜薔薇戦士誕生〜」（2020年3月25日〜29日、大塚・萬劇場）

### ＭＣ
- 2016年2月　アイドルボンバイエ☆スピンオフ企画『バレンタイン新年会2016～ ふれあいパーリナイッ♪♪～』
- 2018年10月「神奈川大学平塚祭」（本郷奏多さんトークショー)
- 2018年10月「東洋学園大学フェニックス祭」(木下優樹奈さんトークショー)
- 2018年11月「大東文化大学大東祭」（新川優愛さんトークショー)
- 2019年10月「神奈川大学平塚祭」(佐野ひなこさんトークショー)
- 2019年11月「東海大学代々木建学祭」（kemioさんトークイベント）

### 雑誌
- 2007年6月25日発売「週刊現代」
- 2007年9月15日発売「フットサルダイジェスト」
- 2007年12月号「B.L.T」
- 2008年3月14日発売「月刊100アニバーサリー」撮影　藤代冥砂
- 2008年9月13日発売「EX大衆」
- 2009年「SOFT DARTS BIBLE」ダーツ屋どっとこむ広告キャラクター
- 2010年4月11日発売「Exciting MAX！ Special vol25」
- 2016年8月8日発売「キスカ」
- 2016年8月「FRIDAY」パズモ広告
- 2016年8月「ドカント」
- 2016年9月5日発売「週刊プレイボーイ」撮り下ろし
- 2017年4月26日発売「週刊プレイボーイグラビアスペシャル増刊GW2017」アイドルDVDの衣装がエロすぎる件
- 2017年6月13日発売「FLASH」
- 2017年8月9日発売「週刊プレイボーイグラビアスペシャル増刊号」アラサーグラドルの実態
- 2018年4月30日発売「週刊プレイボーイグラビアスペシャル増刊GW2018」OVER25グラドルガチリアル勝負下着
- 2018年5月7日発売「金のEX NEXT」
- 2020年8月4日発売「週刊SPA!8/11.18合併号」
- 2021年8月23日発売「東スポ」
- 2021年9月19日「デイリースポーツ」
- 2021年10月1日発売「カミオン」
- 2021年11月15日発売「週刊プレイボーイ」
- 2021年12月19日発売「デイリースポーツ」
- 2021年12月28日発売「50代からの男のゴラク」
- 2022年2月1日発売「カミオン」
- 2022年2月16日発売「実話ローレンス」巻頭グラビア
- 2022年5月27日発売「実話ジョーカー」
- 2022年8月16日発売「実話ローレンス」楽屋裏girls'talk
- 2022年10月1日発売「カスタムCAR」
- 2023年1月17日発売「FLASH」
- 2023年3月29日発売「昭和39年の俺たち」
- 2023年9月1日発売「カスタムCAR」
- 2023年9月1日発売「カミオン」
- 2024年4月26日発売「50代からの男のゴラク」
- 2024年9月20日発売「パチンコ必勝本プラス」
- 2024年9月27日発売「BUZOOOOON」
- 2024年10月1日発売「カミオン」
- 2024年10月2日発売「実話BUNKA超タブー」

### ラジオ
- 2010年1月　文化放送『センパツ！～ウェルカム・スタジアム』
- 2010年2月　あっ！とおどろく放送局『みんなの願いを叶えたい！日曜』
- 2010年5月　文化放送『高田順次の東京パラダイス』
- 2011年6月　JFN『志村けんfirststage』
- 2022年7月　市川うららFM『ステラ⭐︎HAPPY!LIVE! ～夏来唯のサマらじ〜』
- 2022年8月　ステラ⭐︎Happytune! 『ペピとみゆパイのペリペリRADIO』
- 2024年10月　ふくろうFM『ステラ⭐︎HAPPY smile！』パーソナリティ

## 作品

### イメージDVD
※太字タイトルはBD版同時発売
- No.7（2010年2月19日、竹書房）
- ななの7変化（2010年5月21日、イーネット・フロンティア）
- Rainbow〜奈菜色の誘惑〜（2011年3月19日、トリコ）[2]
- 七色の恋（2015年1月22日、ギルド）[8]
- 30（サーティー）（2015年9月22日、シャイニングスター）
- 30＋α（2016年1月29日、シャイニングスター）
- 美艶 -Bien-（2016年5月27日、エスデジタル）[9][10]
- 蕩蜜〜Tou-Mitsu（2016年8月20日、ラインコミュニケーションズ）[11][12]
- 32（サーティーツー）（2017年6月30日、シャイニングスター）
- reunion（2018年1月26日、スパイスビジュアル）[13]
- 34（サーティフォー）〜邂逅〜（2020年1月10日、シャイニングスター）
- 彼女の危険なアネキ（2021年11月25日、イーネット・フロンティア）[14]
- Thank you（2024年9月27日、竹書房）[15]
- 7Days（2025年2月26日、スパイスビジュアル）[16]